# 色彩空間

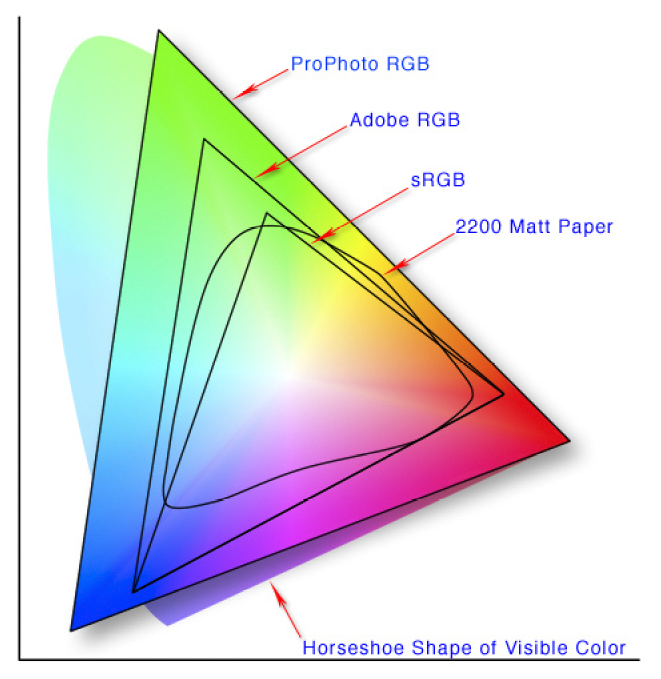
不同色彩空间的比较。

色彩空间（英語：Color space），是对色彩的组织方式。借助色彩空间和针对物理设备的测试，可以得到色彩的固定模拟和数字表示。色彩空间可以只通过任意挑选一些颜色来定义，比如像彩通系统就只是把一组特定的颜色作为样本，然后给每个颜色定义名字和代码；也可以是基于严谨的数学定义，比如 Adobe RGB、sRGB。
色彩模型（英語：Color model）是一种抽象数学模型，通过一组数字来描述颜色（例如RGB使用三元组、CMYK使用四元组）。如果一个色彩模型与绝对色彩空间没有映射关系，那么它多少都是与特定应用要求几乎没有关系的任意色彩系统。
如果在色彩模型和一个特定的参照色彩空间之间建立特定的映射函数，那么就会在这个参照色彩空间中出现有限的「覆盖区」（英語：footprint），称作色域。色彩空间由色彩模型和色域共同定义。例如Adobe RGB和sRGB都基于RGB颜色模型，但它们是两个不同绝对色彩空间。
定义色彩空间时，通常使用 CIELAB 或者 CIEXYZ 色彩空间作为参考标准。这两个色彩空间在设计时便要求包含普通人眼可见的所有颜色。
由于「色彩空间」有着固定的色彩模型和映射函数组合，非正式场合下，这一词汇也被用来指代色彩模型。尽管固定的色彩空间有固定的色彩模型相对应，这样的用法严格意义上是错误的。

## 概念

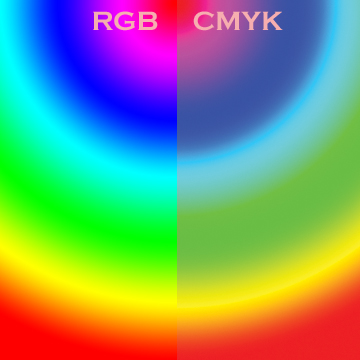
RGB和CMYK色彩空间的比较

许多人都知道在绘画时可以使用红色、黄色和蓝色这三种原色生成不同的颜色，这些颜色就定义了一个色彩空间。我们将品红色的量定义为X 坐标轴、青色的量定义为Y坐标轴、黄色的量定义为Z坐标轴，这样就得到一个三维空间，每种可能的颜色在这个三维空间中都有唯一的一个位置。
但是，这并不是唯一的一个色彩空间。例如，当在计算机监视器上显示颜色的时候，通常使用RGB（红色、绿色、蓝色）色彩空间定义，这是另外一种生成同样颜色的方法，红色、绿色、蓝色被当作X、Y和Z坐标轴。另外一个生成同样颜色的方法是使用色相（X轴）、饱和度（色度）（Y轴）和明度（Z轴）表示，这种方法称为HSV色彩空间。另外还有许多其它的色彩空间，许多可以按照这种方法用三维（X、Y、Z）、更多或者更少维表示，但是有些根本不能用这种方法表示。

### 色彩空间密度
RGB色彩空间根据实际使用设备系统能力的不同，有各种不同的实现方法。截至2006年，最常用的是24-位实现方法，也就是红绿蓝每个通道有8位或者256色级。基于这样的24-位RGB模型的色彩空间可以表现256³亦即16,777,216种不同颜色。一些实现方法采用每原色16位，能在相同范围内实现更高更精确的色彩密度。这在宽域色彩空间中尤其重要，因为大部分通常使用的颜色排列的相对更紧密。

## 部分色彩空间列表
CIE 1931 XYZ色彩空间是第一次基于人眼对于色彩感知度量建立色彩空间的尝试，它是几乎所有其它色彩空间的基础，CIE色彩空间的变体有：
- CIELUV色彩空间 - 修改来更加方便的显示颜色差异，替代：
- CIE 1964 U×V×W×统一色彩空间
- CIELAB色彩空间

### 利用原色相混的比例表示的色彩空間

加法混色

減法混色

- RGB采用加法混色法，因为它是描述各种“光”通过何种比例来产生颜色。光线从暗黑开始不断叠加 产生颜色。RGB描述的是红绿蓝三色光的数值。RGBA是在RGB上增加阿尔法通道实现透明效果。
  - 基于RGB模式的普通色彩空间有sRGB，Adobe RGB和Adobe Wide Gamut RGB。
- CMYK印刷过程中使用减法混色法，因为它描述的是需要使用何种油墨，通过光的反射显示出颜色。它是在一种白色介质（画板，页面等）上使用油墨来体现图像。CMYK描述的是青、品红、黄和黑四种油墨的数值。根据不同的油墨，介质，和印刷特性，存在多种CMYK色彩空间。（可以通过色点扩张或者转换各种油墨数值从而得到不同的外观）

### 利用不同的概念表示的色彩空間
- HSV（色相：Hue、饱和度：Saturation、明度：Value），也称HSB（B指Brightness）是艺术家们常用的，因为与加法减法混色的术语相比，使用色相、饱和度等概念描述色彩更自然直观。HSV是RGB色彩空间的一种变形，它的内容与色彩尺度与其出处——RGB色彩空间有密切联系。
- HSL（色相：Hue、饱和度：Saturation、亮度：Lightness／Luminance），也称HLS或HSI（I指Intensity）与HSV非常相似，仅用亮度（Lightness）替代了明度（Brightness）。二者区别在于，一种纯色的明度等于白色的明度，而纯色的亮度等于中度灰的亮度。

### 電視常用色彩空間
- xvYCC是一个新的国際数位视频颜色空间标准，基於孟塞爾顏色系統創造，並已被国际电子技术委员会接受。

一旦你决定采用何种色彩模式，只要你是用电脑工作，就必须先声明定义色彩空间编码问题。

### 商用色彩空间
- 孟塞尔颜色系统
- 色票
  - 美國的PMS色票（Pantone Matching System®）
  - 瑞典的NCS色票（Natural Color System®）
  - 德國的RAL色票（Reichsausschuß für Lieferbedingungen）
  - 日本的DIC色票（大日本油墨化工）

### 特殊用途的色彩空间
- RG Chromaticity是用于计算机视觉的色彩空间，它可以显示光线的颜色，如红、黄、绿等，但是不能显示它的亮度如暗与亮。

### 过时的色彩空间
早期的色彩空间有两个成分，大部分放弃了蓝色的成分这是因为三个成分将会使得处理过程变得复杂，但是得到的结果仅仅是图像真实度的少许提升，而不能象从单色到两个成分彩色那样有大幅提升。
- 早期Technicolor电影用的RG
- 早期彩色打印用的RGK

## 设备的色彩空间
每台设备（如显示器或打印机）都有自己的色彩空间并只能生成其色域内的颜色。将图像从某台设备移至另一台设备时，因为每台设备按照自己的色彩空间解释 RGB 或 CMYK 值，所以图像颜色可能会发生变化。为了保证图像在不同设备上显示效果一致，必须使用色彩管理。

### 引用
1. ↑  .   [2014-07-17]. （原始内容存档于2020-09-24）.